# 25e cérémonie des Chicago Film Critics Association Awards
La 25e cérémonie des Chicago Film Critics Association Awards (CFCA Awards), décernés par la Chicago Film Critics Association, a eu lieu le 17 décembre 2012, et a récompensé les films réalisés dans l'année,,.

## Palmarès

### Meilleur film
- Zero Dark Thirty
  - Argo
  - Les Bêtes du sud sauvage (Beasts of the Southern Wild)
  - Lincoln
  - The Master

### Meilleur réalisateur
- Kathryn Bigelow pour Zero Dark Thirty
  - Ben Affleck pour Argo
  - Benh Zeitlin pour Les Bêtes du sud sauvage (Beasts of the Southern Wild)
  - Steven Spielberg pour Lincoln
  - Paul Thomas Anderson pour The Master

### Meilleur acteur
- Daniel Day-Lewis pour le rôle d'Abraham Lincoln dans Lincoln
  - John Hawkes pour le rôle de Mark O'Brien dans The Sessions
  - Denis Lavant pour le rôle de M. Oscar dans Holy Motors
  - Joaquin Phoenix pour le rôle de Freddie Quell dans The Master
  - Denzel Washington pour le rôle de Whip Whitaker dans Flight

### Meilleure actrice
- Jessica Chastain pour le rôle de Maya dans Zero Dark Thirty
  - Helen Hunt pour le rôle de Cheryl dans The Sessions
  - Jennifer Lawrence pour le rôle de Tiffany dans Happiness Therapy (Silver Linings Playbook)
  - Emmanuelle Riva pour le rôle d'Anne dans Amour
  - Quvenzhané Wallis pour le rôle d'Hushpuppy dans Les Bêtes du sud sauvage (Beasts of the Southern Wild)
  - Naomi Watts pour le rôle de Maria dans The Impossible (Lo imposible)

### Meilleur acteur dans un second rôle
- Philip Seymour Hoffman pour le rôle de Lancaster Dodd dans The Master
  - Jason Clarke pour le rôle de Dan dans Zero Dark Thirty
  - Leonardo DiCaprio pour le rôle de Calvin Candie dans Django Unchained
  - Dwight Henry pour le rôle de Wink dans Les Bêtes du sud sauvage (Beasts of the Southern Wild)
  - Tommy Lee Jones pour le rôle de Thaddeus Stevens dans Lincoln

### Meilleure actrice dans un second rôle
- Amy Adams pour le rôle de Mary Sue Dodd dans The Master
  - Emily Blunt pour le rôle de Sara dans Looper
  - Judi Dench pour le rôle de M dans Skyfall
  - Sally Field pour le rôle de Mary Todd Lincoln dans Lincoln
  - Anne Hathaway pour le rôle de Fantine dans Les Misérables

### Acteur le plus prometteur
- Quvenzhané Wallis pour le rôle d'Hushpuppy dans Les Bêtes du sud sauvage (Beasts of the Southern Wild)
  - Samantha Barks pour le rôle d'Éponine dans Les Misérables
  - Kara Hayward pour le rôle de Suzy dans Moonrise Kingdom
  - Dwight Henry pour le rôle de Wink dans Les Bêtes du sud sauvage (Beasts of the Southern Wild)
  - Tom Holland pour le rôle de Lucas dans The Impossible (Lo impossible)

### Réalisateur le plus prometteur
- Benh Zeitlin pour Les Bêtes du sud sauvage (Beasts of the Southern Wild)
  - Stephen Chbosky pour Le Monde de Charlie (The Perks of Being a Wallflower)
  - Drew Goddard pour La Cabane dans les bois (The Cabin in the Woods)
  - Nicholas Jarecki pour Arbitrage
  - Colin Trevorrow pour Safety Not Guaranteed

### Meilleur scénario original
- Zero Dark Thirty – Mark Boal
  - Django Unchained – Quentin Tarantino
  - Looper – Rian Johnson
  - The Master – Paul Thomas Anderson
  - Moonrise Kingdom – Roman Coppola et Wes Anderson

### Meilleur scénario adapté
- Lincoln – Tony Kushner
  - Argo – Chris Terrio
  - Les Bêtes du sud sauvage (Beasts of the Southern Wild) – Lucy Alibar et Benh Zeitlin
  - Le Monde de Charlie (The Perks of Being a Wallflower) – Stephen Chbosky
  - Happiness Therapy (Silver Linings Playbook) – David O. Russell

### Meilleure direction artistique
- Moonrise Kingdom
  - Anna Karénine (Anna Karenina)
  - Lincoln
  - The Master
  - Les Misérables

### Meilleure photographie
- The Master – Mihai Malaimare Jr.
  - Lincoln – Janusz Kaminski
  - L'Odyssée de Pi (Life Of Pi) – Claudio Miranda
  - Skyfall – Roger Deakins
  - Zero Dark Thirty – Greig Fraser

### Meilleure musique de film
- The Master – Jonny Greenwood
  - Argo – Alexandre Desplat
  - Les Bêtes du sud sauvage (Beasts of the Southern Wild) – Benh Zeitlin et Dan Romer
  - Lincoln – John Williams
  - Moonrise Kingdom – Alexandre Desplat
  - Zero Dark Thirty – Alexandre Desplat

### Meilleur film en langue étrangère
- Amour •  Autriche /  France
  - De rouille et d'os •  France
  - Holy Motors •  France
  - Il était une fois en Anatolie (Bir Zamanlar Anadolu'da) •  Turquie /  Bosnie-Herzégovine
  - Intouchables •  France

### Meilleur film d'animation
- L'Étrange Pouvoir de Norman (ParaNorman)
  - Arrietty, le petit monde des chapardeurs (The Secret World of Arrietty)
  - Frankenweenie
  - Les Mondes de Ralph (Wreck-it Ralph)
  - Rebelle (Brave)

### Meilleur film documentaire
- The Invisible War
  - The Central Park Five
  - The Queen of Versailles
  - Searching For Sugar Man
  - West of Memphis